# Tibetia
Tibetia is een geslacht van spinnen uit de familie trilspinnen (Pholcidae). De Tibetia komt voor in de Tibetaanse Autonome Regio in China.

## Soorten
Het geslacht kent de volgende soort:
- Tibetia everesti (Hu & Li, 1987)[3]